# Harpagonellus glaber
Harpagonellus glaber – gatunek kosarza z podrzędu Laniatores i rodziny Epedanidae. Jedyny znany przedstawiciel monotypowego rodzaju Harpagonellus

## Występowanie
Gatunek jest endemiczny dla Sumatry.